# Bounce
Bounce je naslov osmog studijskog albuma rock sastava Bon Jovi. Album je prodan u više od 200 000 primjeraka i držao je drugo mjesto na Billboard ljestvici.

## Popis pjesama
1. "Undivided"
2. "Everyday"
3. "The Distance"
4. "Joey"
5. "Misunderstood"
6. "All About Lovin' You"
7. "Hook Me Up"
8. "Right Side of Wrong"
9. "Love Me Back to Life"
10. "You Had Me from Hello"
11. "Bounce"
12. "Open All Night"
13. "No Regrets"
14. "Postcards from the Wasteland